# 松倉城 (尾張国)
松倉城（まつくらじょう）は、尾張国葉栗郡→美濃国羽栗郡（岐阜県各務原市）にあった戦国時代の日本の城。

## 歴史
1532年（天文元年）、越前守護富樫氏嫡流の富樫頼定が犬山城主、織田信康に仕え尾張国葉栗郡松倉を領した際に築城する。このころ、頼定は坪内姓を名乗る。1548年（天文16年）に織田信秀により松倉城は強化される。
頼定の曾孫の坪内利定は織田信長に仕え、信長による美濃国稲葉山城攻略のため蜂須賀正勝ら各地の有力者の協力を取り付けに奔走。難航するが、木下藤吉郎の手助けによって成功した。
伝承によれば、1566年（永禄9年）、木下藤吉郎による墨俣城築城の際、木曽山中より木材を流し、松倉にて陸揚げ、加工を施してから再び川に流し、墨俣に送るという、重要な役割を果たし、これが稲葉山城攻略の大きな手助けになったという。
信長の死後、坪内利定は羽柴秀吉と不和となり、1584年（天正12年）の小牧・長久手の戦いでは徳川家康側につく。しかし、池田恒興の軍勢に攻められ、やむを得ず松倉城に自ら火を放ち金山城に身を隠す。暫くして徳川家康に仕え、再び松倉城に入る。
1600年（慶長5年）、坪内利定は徳川家康の会津征伐に鉄砲隊を率いて参戦。関ヶ原の戦いでは東軍東海道本隊（徳川隊）に属し、鉄砲隊を率いて功績を挙げる。この功績により、美濃国羽栗郡、各務郡20村、6,500石を治める大身旗本となり、同年、拠点を松倉城から各務郡新加納の新加納陣屋に移したため、松倉城は廃城となる。
江戸時代にはこの地に樫の大木と祠があり、道しるべになっていたという。明治時代、この樫の枯れた跡に祠を建て直した際、戦国時代の坪内家の墓所も発掘され、新加納の少林寺の墓所に埋葬しなおされた。
なお、当該地域は戦国期には尾張国葉栗郡に所属しており、美濃国松倉城では誤りとなる。綿密には、当該地域が尾張国から美濃国になったのは安土桃山時代の1585年（天正13年）であり、坪内家が関ヶ原の戦いの後に松倉から新加納に拠点を移したことで廃城になったと考えると、尾張国、美濃国両方の時代があったと考えても良い。

## 現在
- 城跡は河川改修により、殆どが木曽川河川敷となっている。
- 案内板と樫大神の祠がある。樫大神は坪内氏の墓所にあった樫の大木のことであり、この樫のことを伝えるために1910年（明治43年）に建立された。樫大神の祠の元の場所は現在地の北の河川敷であり、河川改修により移転。墓所は少林寺に移されている。

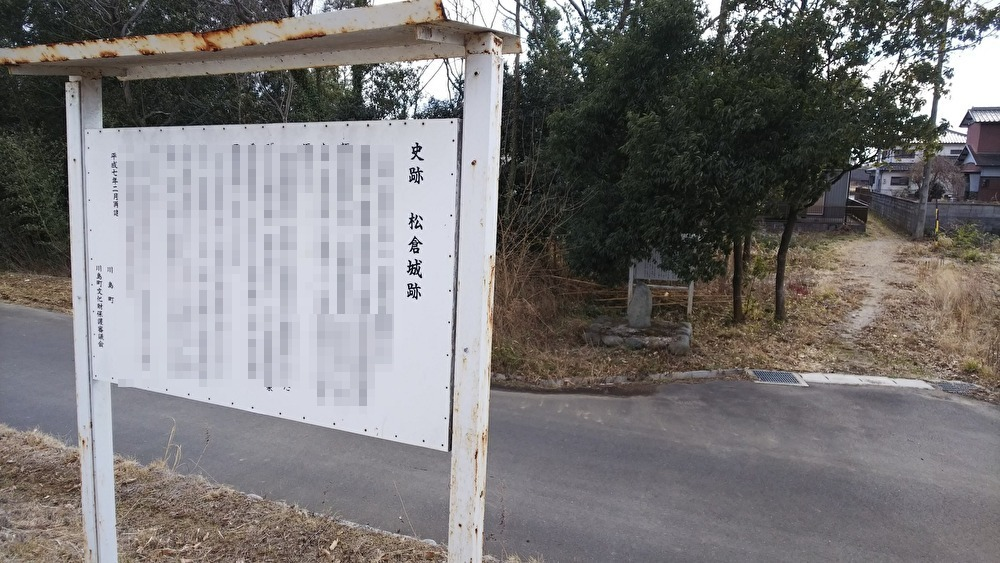
松倉城案内板

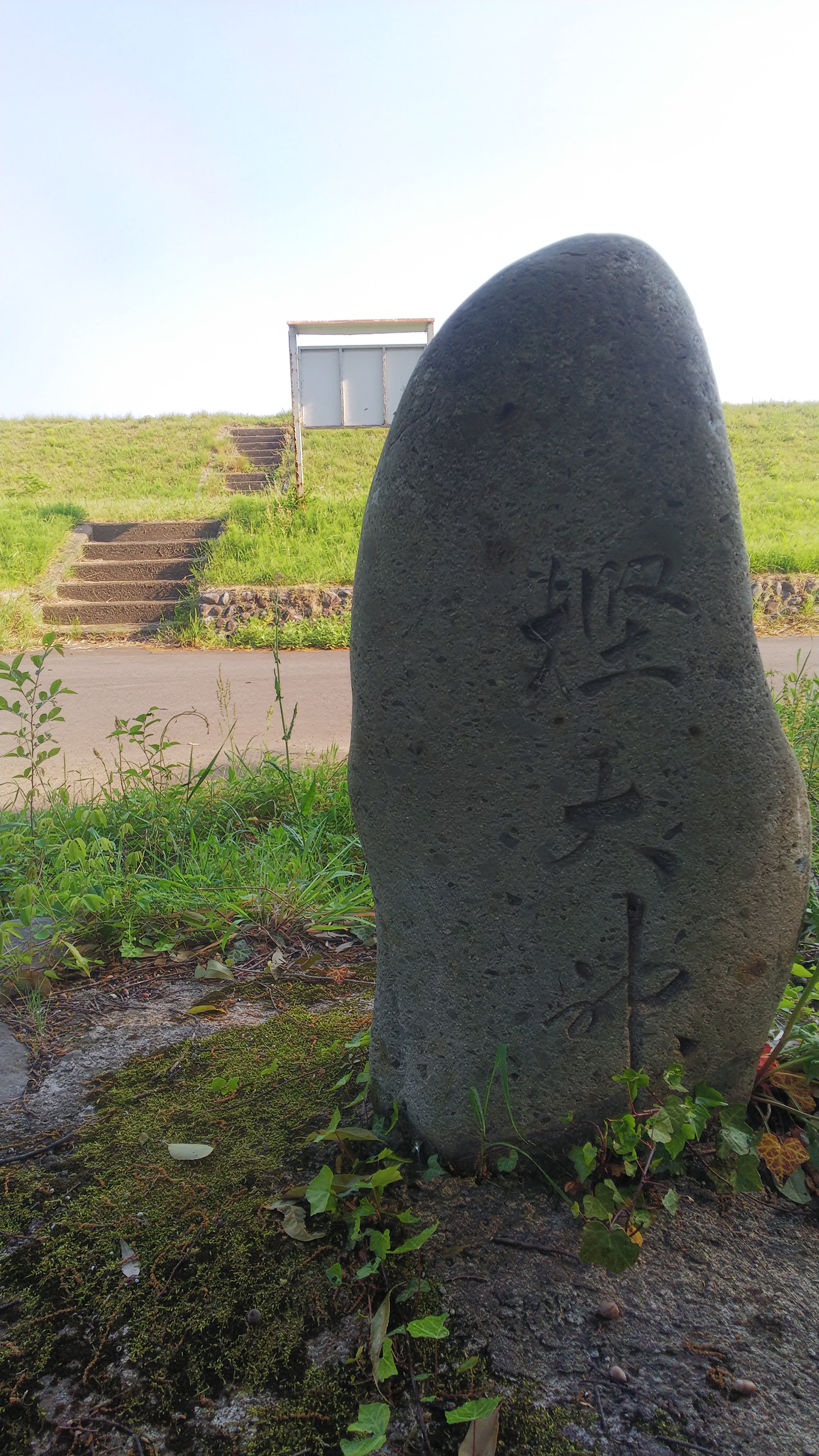
松倉城跡の樫大神

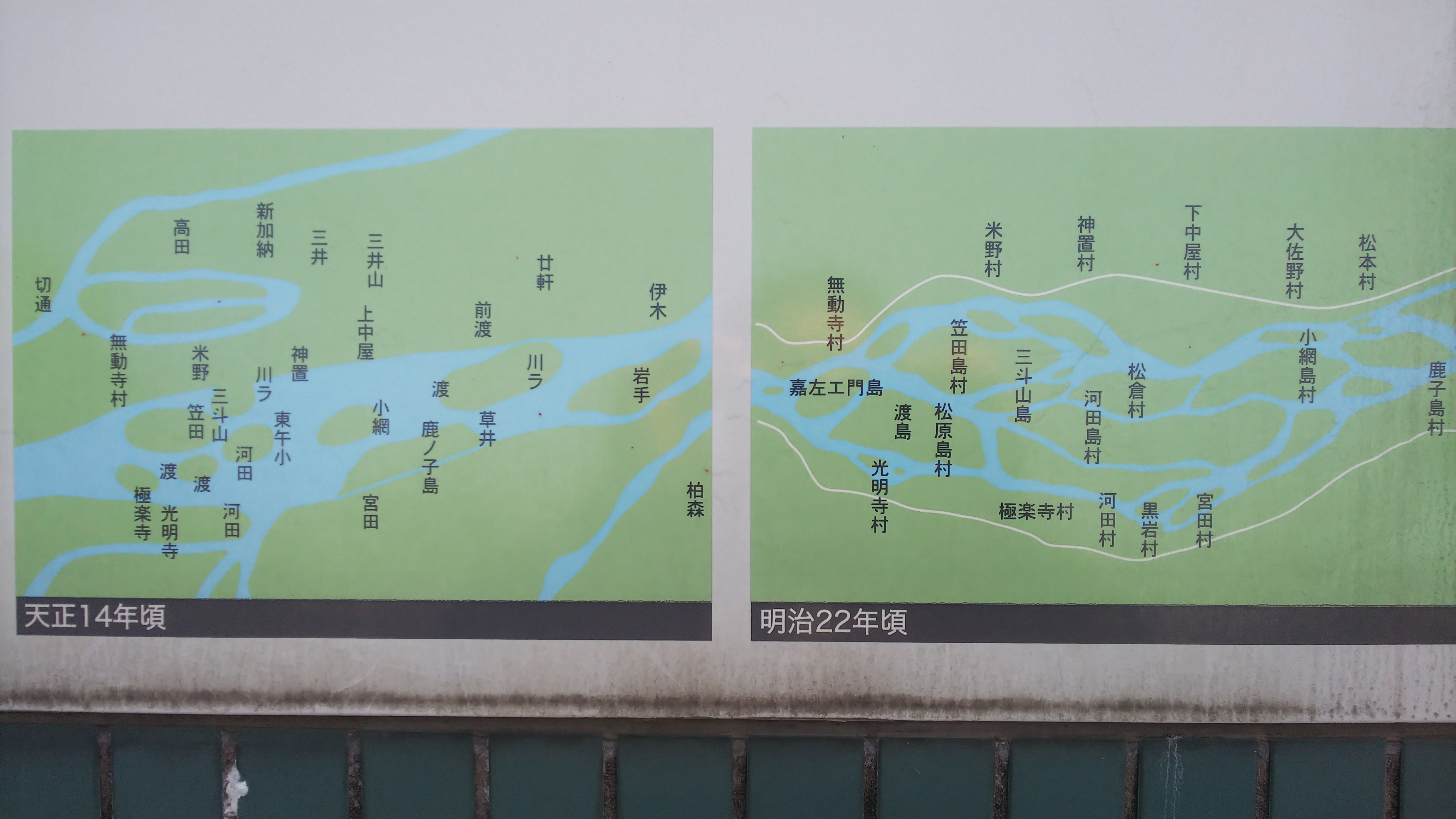
近辺の川筋の変化

- 近くの上ノ島神明神社は、松倉城の裏鬼門の神社として崇拝されていた神社である。

## 所在地
- 岐阜県各務原市川島松倉町2232-1

## 交通機関
- 各務原市ふれあいバス川島線「スポーツ公園前」バス停下車、徒歩8分